# 中垣啓一
中垣 啓一（なかがき けいいち、1952年6月10日 - ）は、平成期の日本の実業家。インド三菱商事社長や、千代田化工建設の社長代行を経て、帝京大学経済学部教授。

## 経歴・人物
1975年一橋大学経済学部（国際経済学専攻）卒業、三菱商事入社、繊維資材部配属。1976年からフランス語研修生としてボルドー大学やエクス＝マルセイユ大学に留学。化学プラント部事業開発チームリーダー等を経て、2000年ジャカルタ駐在機械部長。
2004年三菱商事機械グループCEOオフィス経営計画担当。2007年機械グループCEOオフィス室長。2008年執行役員インド三菱商事会社社長兼コルカタ支店長兼ムンバイ支店長兼如水会デリー支部長。
2013年から千代田化工建設代表取締役副社長を務め、海洋事業の強化などにあたった。2017年には病気の澁谷省吾に代わり社長代行を務めた。同年特別顧問。2019年帝京大学経済学部経営学科教授。